# Sembach
Sembach – gmina w Niemczech, w kraju związkowym Nadrenia-Palatynat, w powiecie Kaiserslautern, wchodzi w skład gminy związkowej Enkenbach-Alsenborn. Do 30 czerwca 2014 wchodziła w skład gminy związkowej Enkenbach-Alsenborn.